# Dig ska jag älska (musikalbum)
Dig ska jag älska är ett album från 1996 av det svenska dansbandet Lasse Stefanz.

## Låtlista
1. Av hela mitt hjärta (Thomas G:son)
2. Jackson (duett med Olle Jönsson och Monia Sjöström) (Billy Wheeler-Gaby Rodgers-Lennart Dahlberg)
3. Min famn (Feel Free) (David Bellamy-Howard Bellamy-Lennart Dahlberg)
4. Över vatten, genom eld (Kent Fingal-Lennart Dahlberg)
5. Den väg som jag ska gå (Tony Johansson-Peter Linde)
6. Öppna dina ögon (All You Ever Do is Bring Me Down) (Raul Martinez Malo-Al Anderson-Lennart Dahlberg)
7. Helena (Rose-Marie Stråhle)
8. Dig ska jag älska (Lars-Erik Olsson-Keith Almgren)
9. Tänk på mig ibland (Please remember me)|Will jennings-Rodney Crowell-Jörgen Persson)
10. Ett litet hus nedvid stranden (Et lide hus nede ved stranden) (Stein Storm Christiansen-Rune Rudberg-Mackan)
11. Jag kan aldrig nånsin glömma (Lars Sigfridsson)
12. Du vinner igen (We All Get Lucky Sometimes (Jimmy Scott-Gary Nicholson-Jörgen Persson)
13. Finns här för dig (Livin' the Way I Do) (Vince Gill-Jörgen Persson)
14. Lycklig igen (Jörgen Andersson-Jörgen Persson)

### Fotnoter
1. ↑  ”Dansweb”. Arkiverad från originalet den 4 mars 2016. https://web.archive.org/web/20160304235926/http://www.dans-web.nu/skivor/index.php?pid=view&ref_cd=231. Läst 10 juni 2011.
2. ↑  ”Svensk mediedatabas”. http://smdb.kb.se/catalog/id/001511796. Läst 10 juni 2011.
3. ↑  ”Svensk mediedatabas”. Arkiverad från originalet den 25 maj 2012. http://archive.is/2012.05.25-205019/http://smdb.kb.se/catalog/id/001536045. Läst 10 juni 2011.